# Guida pratica per insegnanti
Guida pratica per insegnanti (Un métier sérieux) è un film del 2023 diretto da Thomas Lilti.

## Trama
Benjamin Barrois è un giovane dottorando che non è riuscito a ottenere una borsa di studio, trovandosi così in una situazione finanziaria precaria e sotto la costante pressione del padre. Di fronte a queste difficoltà, accetta, nonostante la sua inesperienza, un incarico come docente di matematica al collège Victor Hugo nella regione parigina. Senza una formazione specifica al suo attivo, si trova presto a dover affrontare le sfide di un mestiere impegnativo in un’istituzione in crisi, dove però stringerà legami profondi e significativi con i colleghi.
In questo percorso, Benjamin viene preso sotto l’ala da Pierre Etcheverel, un navigato professore di francese alle prese con i propri problemi familiari, che funge da mentore per lui. Accanto a lui, il scontroso ma affabile insegnante di inglese, Fouad Medaoui, contribuisce a creare un ambiente di lavoro ricco di momenti di leggerezza, mentre Meriem, una donna separata impegnata a conciliare la carriera e la maternità, amplia ulteriormente il cerchio di amicizie. A completare il quadro, c’è Sandrine: un'insegnante di SVT sull'orlo dell'esaurimento a causa delle difficoltà di crescere un figlio adolescente. Insieme, questo gruppo eterogeneo di educatori si unisce quotidianamente per affrontare e superare le numerose sfide del loro mestiere.

## Produzione
Le riprese si sono svolte tra marzo e aprile 2022 nell'Île-de-France, principalmente a Vitry-sur-Seine, Pantin e Meudon.

## Distribuzione
Distribuito da Le Pacte, il film è uscito nelle sale in Francia il 13 settembre 2023. È stato inoltre inserito nella selezione ufficiale del 71° Festival Internazionale del Cinema di San Sebastián, in una sezione di proiezione speciale fuori concorso.

## Accoglienza
Guida pratica per insegnanti ha ricevuto una valutazione media di 3,5 stelle su 5 sul sito francese AlloCiné, basandosi su 35 recensioni.
Frédéric Strauss di Télérama ha scritto che il film "costruisce un mosaico immaginario che ha molto da dire, in maniera seria e anche divertente, sulla vita degli insegnanti".
Fabien Lemercier di Cineuropa lo ha giudicato come "un film corale divertente, istruttivo ed emozionante sugli insegnanti".